# Потапов, Алексей Ефремович
Алексе́й Ефре́мович Пота́пов (30 марта 1903, Карсунский уезд, Симбирская губерния — 30 января 1990, Инза, Ульяновская область) — командир миномётного расчёта 889-го стрелкового полка, сержант.

## Биография
Родился 30 марта 1903 года в деревне Салмановка. Образование начальное, батрачил у местных богатеев. В 1925—1927 годах проходил срочную службу в Красной Армии. После демобилизации вернулся на родину. В 1929 году возглавил колхоз «Хлебороб» в Майнском районе (ныне Ульяновской области). Член ВКП(б) с 1929 года. С 1930 года жил и работал в Инзенском районе.
С началом Великой Отечественной войны написал в военкомате заявление с просьбой направить его на фронт. Но только через год, в октябре 1942 года, был вновь призван в армию. На фронте в Великую Отечественную войну с апреля 1943 года. В составе 889-го стрелкового полка 197-й стрелковой дивизии участвовал в боях за освобождение Брянска, Гомеля, других городов России и Белоруссии. Был заряжающим, наводчиком 120-мм миномёта, командиром расчёта.
15 июля 1944 года в бою под населённым пунктом Оздютыче наводчик ефрейтор Потапов в составе расчёта точным огнём уничтожил до 15 немецких солдат и офицеров, подавил 2 пулемётные точки, вывел из строя самоходное орудие. Был представлен к награждению орденом Славы.
Через несколько дней снова отличился. 19 июля 1944 года в боях за переправу на реке Турья близ города Владимир-Волынский, работая за заряжающего, миномётным огнём истребил со своим расчётом около 15 противников, подавил 3 огневые точки. Стремительно наступая в составе войск 1-го Украинского фронта, дивизия вышла на Вислу. В ночь на 2 августа в составе стрелковой роты сержант Потапов со своим расчётом форсировал реку и участвовал в боях за удержание плацдарма. Когда кончился запас снарядов и мин, стали отбиваться гранатами.
Приказом от 14 августа 1944 года ефрейтор Потапов Алексей Ефремович награждён орденом Славы 3-й степени. Приказом от 17 августа 1944 года ефрейтор Потапов Алексей Ефремович награждён орденом Славы 3-й степени повторно.
За период боёв 12 января — 20 февраля 1945 года при освобождении городов Фраунштадт, Гроссенер-Форнштадт и других расчёт сержанта Потапова огнём из миномёта уничтожил свыше взвода живой силы, подавил 8 пулемётных точек. Приказом от 15 апреля 1945 года сержант Потапов Алексей Ефремович награждён орденом Славы 2-й степени.
Участвовал в прорыве обороны противника на реке Нейсе. Представляя миномётчика к очередной награде, командир полка писал: «Сержант Потапов при прорыве обороны противника в районе местечка Ракува и города Губен 16 апреля 1945 года подавил огонь трёх дзотов, уничтожил пять огневых точек и тридцать шесть солдат противника». День Победы миномётчик Потапов встретил в столице Чехословакии городе Праге.
В конце 1945 года старшина Потапов был демобилизован. Вернулся на родину.
Указом Президиума Верховного Совета СССР от 20 декабря 1951 года в порядке перенаграждения Потапов Алексей Ефремович награждён орденом Славы 1-й степени. Стал полным кавалером ордена Славы.
В 1950-е годы был председателем колхоза в селе Большие Озимки. В дальнейшем работал на предприятиях Инзенского района, был начальником цеха, директором Баз-Сызганского промышленного комбината. Жил в городе Инза. Скончался 30 января 1990 года.

## Награды
- орден Отечественной войны 1-й (6.4.1985)[6] и 2-й (2.6.1945)[7] степени,
- орден Красной Звезды (27.8.1944)[8],
- орден Славы 1-й (20.12.1951), 2-й (15.4.1945)[5] и 3-й (14.8.1944)[3] степеней,
- медали.

## Комментарии
1. ↑  Воинское звание на момент последнего представления к награждению орденом Славы.
2. ↑  Деревня Салмановка[1], относившаяся к Карсунскому уезду, не сохранилась; ныне — урочище[2] в Базарносызганском районе Ульяновской области.